# Indosylvirana magna
Indosylvirana magna es una especie de anfibio anuro de la familia Ranidae.

## Distribución geográfica
Esta especie es endémica de la India. Habita en Kerala y junto a Tamil Nadu entre los 600 y 1145 m sobre el nivel del mar en las colinas de Agasthyamalai en los Ghats occidentales.

## Descripción
El macho mide 84.5 mm y las hembras de 78.7 a 91.8 mm.

## Etimología
El nombre de su especie le fue dado en referencia a su gran tamaño, lo que significa grande en latín.

## Publicación original
- Biju, Garg, Mahony, Wijayathilaka, Senevirathne & Meegaskumbura, 2014 : DNA barcoding, phylogeny and systematics of Golden-backed frogs (Hylarana, Ranidae) of the Western Ghats-Sri Lanka biodiversity hotspot, with the description of seven new species. Contributions to Zoology, vol. 83, n.º 4, p. 269–335[4]